# Lijst van voetbalinterlands Guinee - Oeganda
Deze lijst van voetbalinterlands is een overzicht van alle officiële voetbalwedstrijden tussen de nationale teams van Guinee en Oeganda. De landen speelden tot op heden negen keer tegen elkaar. De eerste ontmoeting was een wedstrijd op 5 maart 1976 tijdens de Afrika Cup 1976 in Addis Abeba (Ethiopië). Het laatste duel, een groepswedstrijd tijdens het African Championship of Nations 2024, werd gespeeld in Kampala op 8 augustus 2025.

## Wedstrijden
| № | Plaats      | Datum             | Competitie                           | Wedstrijd        | Uitslag |
| - | ----------- | ----------------- | ------------------------------------ | ---------------- | ------- |
| 1 | Addis Abeba | 5 maart 1976      | Afrika Cup 1976                      | Guinee − Oeganda | 2 − 1   |
| 2 | Kampala     | 8 april 2000      | WK 2002 kwalificatie                 | Oeganda − Guinee | 4 − 4   |
| 3 | Conakry     | 23 april 2000     | WK 2002 kwalificatie                 | Guinee − Oeganda | 3 − 0   |
| 4 | Kampala     | 2 september 2000  | Afrika Cup 2002 kwalificatie         | Oeganda − Guinee | 3 − 1   |
| 5 | Kampala     | 10 september 2014 | Afrika Cup 2015 kwalificatie         | Oeganda − Guinee | 2 − 0   |
| 6 | Casablanca  | 19 november 2014  | Afrika Cup 2015 kwalificatie         | Guinee − Oeganda | 2 − 0   |
| 7 | Berkane     | 17 november 2023  | WK 2026 kwalificatie                 | Guinee − Oeganda | 2 − 1   |
| 8 | Kampala     | 25 maart 2025     | WK 2026 kwalificatie                 | Oeganda − Guinee | 1 − 0   |
| 9 | Kampala     | 8 augustus 2025   | African Championship of Nations 2024 | Guinee − Oeganda | 0 − 3   |

## Samenvatting
| Competitie                      | Totaal gespeeld | Winst Guinee | Gelijk | Winst Oeganda | Doelsaldo Guinee – Oeganda |
| ------------------------------- | --------------- | ------------ | ------ | ------------- | -------------------------- |
| WK-kwalificatie                 | 4               | 2            | 1      | 1             | 9 − 6                      |
| Afrika Cup                      | 1               | 1            | 0      | 0             | 2 − 1                      |
| Afrika Cup-kwalificatie         | 3               | 1            | 0      | 2             | 3 − 5                      |
| African Championship of Nations | 1               | 0            | 0      | 1             | 0 − 3                      |
| Totaal                          | 9               | 4            | 1      | 4             | 15 − 15                    |

FGF · A-internationals · Guinees vrouwenelftal
1960-1969 ·
1970-1979 ·
1980-1989 ·
1990-1999 ·
2000-2009 ·
2010-2019 ·
2020-2029
AC 1970 ·
AC 1974 ·
AC 1976 ·
AC 1980 ·
AC 1994 ·
AC 1998 ·
AC 2004 ·
AC 2006 ·
AC 2008 ·
AC 2012
1962 ·
1963 ·
1964 ·
1965 ·
1966 ·
1967 ·
1968 ·
1969 ·
1970 ·
1971 ·
1972 ·
1973 ·
1974 ·
1975 ·
1976 ·
1977 ·
1978 ·
1979 ·
1980 ·
1981 ·
1982 ·
1983 ·
1984 ·
1985 ·
1986 ·
1987 ·
1988 ·
1989 ·
1990 ·
1991 ·
1992 ·
1993 ·
1994 ·
1995 ·
1996 ·
1997 ·
1998 ·
1999 ·
2000 ·
2001 ·
2002 ·
2003 ·
2004 ·
2005 ·
2006 ·
2007 ·
2008 ·
2009 ·
2010 ·
2011 ·
2012 ·
2013 ·
2014 ·
2015 ·
2016 ·
2017 ·
2018 ·
2019 ·
2020 ·
2021 ·
2022 ·
2023 ·
2024
Algerije ·
Angola ·
Benin ·
Bermuda ·
Botswana ·
Brazilië ·
Burkina Faso ·
Burundi ·
Cambodja ·
Centraal-Afrikaanse Republiek ·
Chili ·
China ·
Comoren ·
Congo-Brazzaville ·
Congo-Kinshasa ·
DDR ·
Egypte ·
Equatoriaal-Guinea ·
Ethiopië ·
Gabon ·
Gambia ·
Ghana ·
Guinee-Bissau ·
Indonesië ·
Irak ·
Iran ·
Ivoorkust ·
Kaapverdië ·
Kameroen ·
Kenia ·
Kosovo ·
Lesotho ·
Liberia ·
Libië ·
Madagaskar ·
Malawi ·
Mali ·
Marokko ·
Mauritanië ·
Mauritius ·
Mozambique ·
Namibië ·
Niger ·
Nigeria ·
Noord-Korea ·
Oeganda ·
Rwanda ·
Senegal ·
Sierra Leone ·
Soedan ·
Somalië ·
Swaziland ·
Tanzania ·
Togo ·
Tsjaad ·
Tunesië ·
Turkije ·
Vanuatu ·
Venezuela ·
Vietnam ·
Zaïre ·
Zambia ·
Zimbabwe ·
Zuid-Afrika ·
Zuid-Jemen
FUFA · 
A-internationals · 
Oegandees vrouwenelftal
Algerije ·
Angola ·
Bahrein ·
Benin ·
Botswana ·
Burkina Faso ·
Burundi ·
Centraal-Afrikaanse Republiek ·
Comoren ·
Congo-Brazzaville ·
Congo-Kinshasa ·
Djibouti ·
Ecuador ·
Egypte ·
Eritrea ·
Ethiopië ·
Gabon ·
Gambia ·
Ghana ·
Guinee ·
Guinee-Bissau ·
IJsland ·
Irak ·
Iran ·
Ivoorkust ·
Jemen ·
Kaapverdië ·
Kameroen ·
Kenia ·
Koeweit ·
Lesotho ·
Libanon ·
Liberia ·
Libië ·
Madagaskar ·
Malawi ·
Mali ·
Marokko ·
Mauritanië ·
Mauritius ·
Moldavië ·
Mozambique ·
Namibië ·
Niger ·
Nigeria ·
Oezbekistan ·
Rwanda ·
Saoedi-Arabië ·
Sao Tomé en Principe ·
Senegal ·
Seychellen ·
Slowakije · 
Soedan ·
Somalië ·
Tadzjikistan ·
Tanzania ·
Togo ·
Tsjaad ·
Tunesië ·
Turkmenistan ·
Zambia ·
Zimbabwe ·
Zuid-Afrika ·
Zuid-Soedan